# Armadillidium laconicum
Armadillidium laconicum är en kräftdjursart som beskrevs av Hans Strouhal 1938. Armadillidium laconicum ingår i släktet Armadillidium och familjen klotgråsuggor. Inga underarter finns listade i Catalogue of Life.